# Friedrich Wilhelms-Hütte

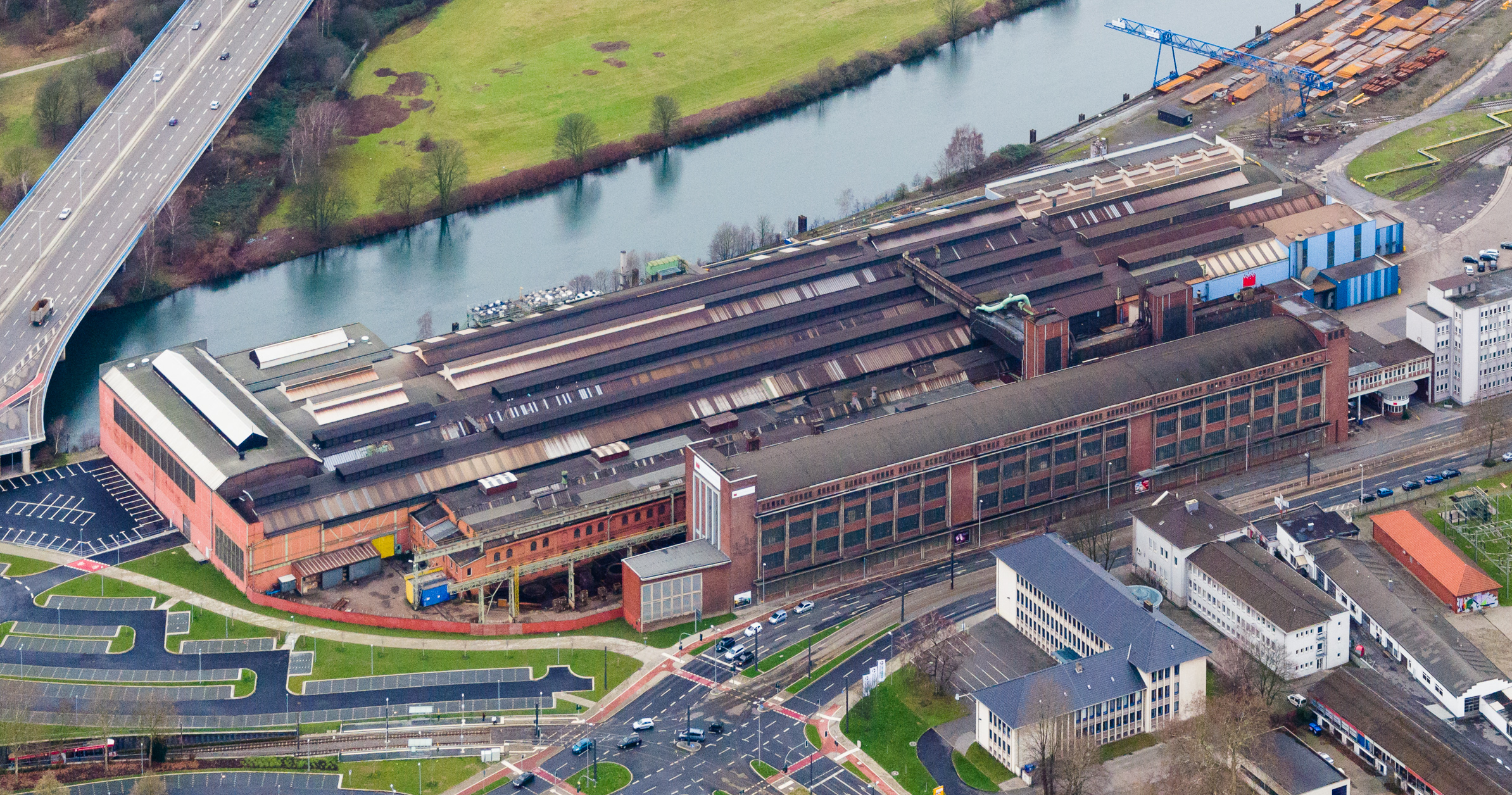
Luftaufnahme des südlichen Geländeteils

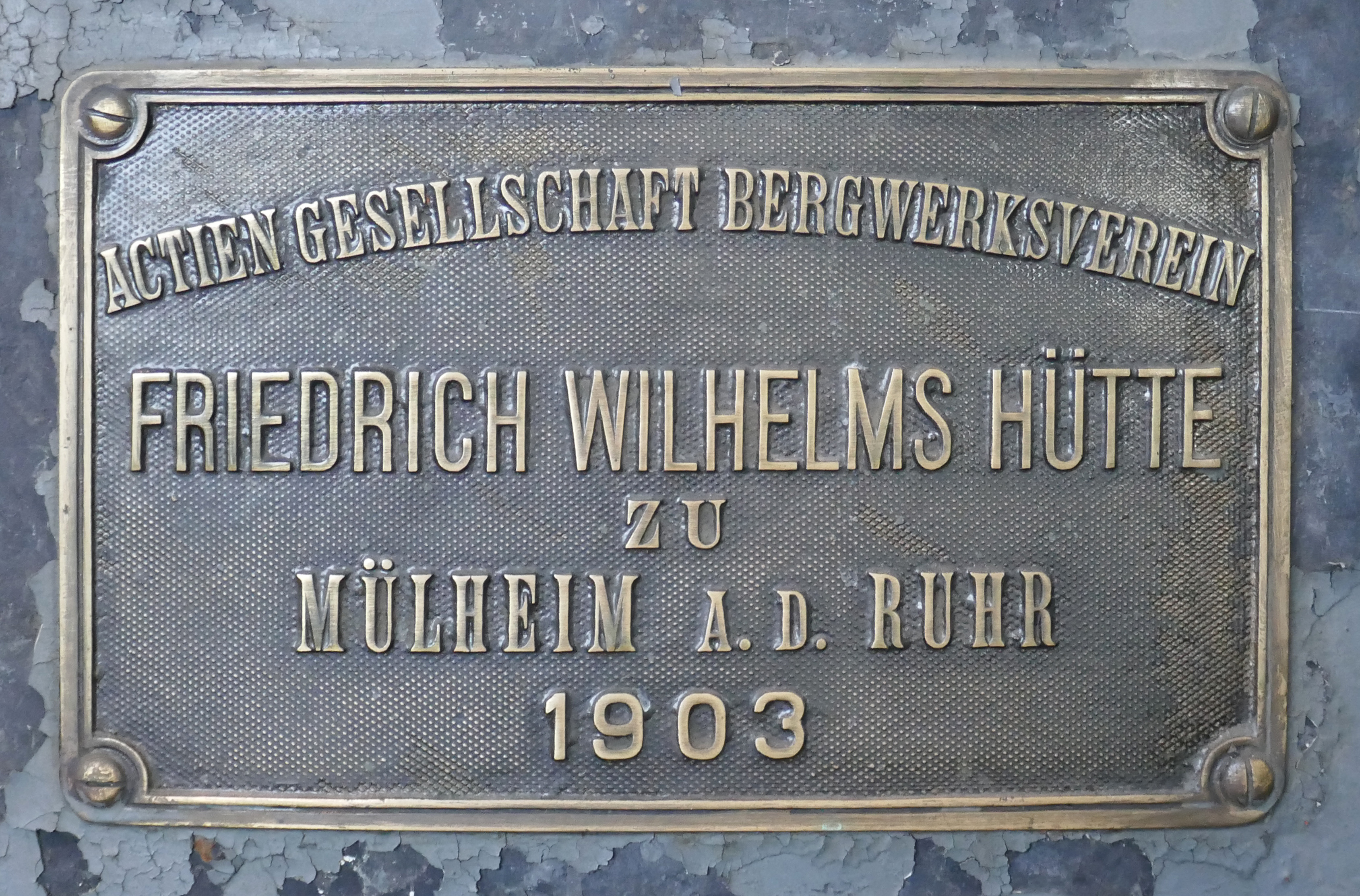
Firmenschild Friedrich Wilhelms Hütte, 1903

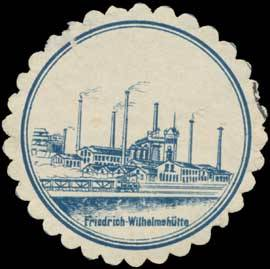
Siegelmarke der Friedrich Wilhelms-Hütte

Die Friedrich Wilhelms-Hütte ist eine Stahlgussfabrik mit Sitz in Mülheim an der Ruhr. Erstmals im Ruhrgebiet erfolgte hier 1849 die Herstellung von Roheisen in einem Hochofen, der mit Koks beschickt wurde.
Im Bereich des Stahl- und Eisengusses wurden Zylinderblöcke, Gehäuse für Gas- und Dampfturbinen und Rotornaben für Windenergieanlagen gefertigt. Ein Drittel des Umsatzes wird durch Wehrtechnik Erwirtschaftet. Der Betriebsteil Eisenguss musste aus wirtschaftlichen Gründen 2020 geschlossen werden.

## Geschichte
Im Herbst 1811 errichtete Johann Dinnendahl in Mülheim eine mechanische Werkstatt am rechten Ruhrufer. Nachdem er zunächst Dampfmaschinen produziert hatte, gründete er 1820 mit seinem Bruder Franz Dinnendahl eine Eisenschmelze zur Herstellung von gegossenen Maschinenteilen. Gemeinsam mit dem Ruhrorter Kaufmann Friedrich Wilhelm Liebrecht als finanzkräftigem Partner beantragte er 1832 die Konzession für zwei Hochöfen mit Koksbetrieb. Einer davon sollte neben der Eisenschmelze in Mülheim errichtet werden und wurde in Anlehnung an Liebrechts Vornamen Friedrich Wilhelms-Hütte genannt. Erst 1848/1849 konnte die Produktion von Roheisen in dem modernen Kokshochofen aufgenommen werden. Nach dem Tod Dinnendahls wurde das Unternehmen 1852 in die „Bergwerks-Verein Friedrich Wilhelms-Hütte AG“ umgewandelt. 1862 wurde die Hütte um eine Rohrgießerei erweitert. Im Jahr 1905 schloss Hugo Stinnes die Gesellschaft der Deutsch-Luxemburgische Bergwerks- und Hütten-AG (DL) an und wurde deren Aufsichtsratsvorsitzender. 1907 wurde die Stahlgießerei in Betrieb genommen. 1926 wurde der Montanbereich der DL in die Vereinigte Stahlwerke AG (VSt) eingebracht. 1933 wurde mit den Werken der Friedrich Wilhelms-Hütte, dem Schalker Verein, der Hütte in Meiderich und der Gießerei in Hilden die Deutsche Eisenwerke AG als eigener Betriebsgesellschaft der VSt gegründet.

Markenzeichen der Eisenwerke Mülheim Meiderich

Nach dem Zweiten Weltkrieg wurden 1948 die Friedrich Wilhelms-Hütte sowie die Hütte Meiderich im Zuge der Entflechtung der Vereinigte Stahlwerke AG in die Eisenwerke Mülheim/Meiderich AG mit 4626 (im Jahr 1947) bzw. 6969 (im Jahr 1951) Arbeitern zusammengefasst. 1963 erfolgte die Übernahme durch Rheinstahl und die Zusammenlegung mit den Eisenwerken Gelsenkirchen und der Ruhrstahl zur Rheinstahl Hüttenwerke AG.
In den 1960er-Jahren führten Umstrukturierungen und der Niedergang der Montanindustrie im Ruhrgebiet zur Stilllegung des Hochofenbetriebes, des Zementwerkes und der Stahlgießerei mit Handformguss. Nach der Übernahme des Rheinstahlkonzerns durch die „August Thyssen-Hütte AG“ wurde die FWH 1976 in „Thyssen Gießerei AG, Werk Friedrich Wilhelms-Hütte“ umbenannt. Die Friedrich Wilhelms-Hütte GmbH wurde 2001 von der Georgsmarienhütte Holding GmbH erworben und wurde eigenständiges Unternehmen in deren Geschäftsbereich Guss. 2006 entstanden aus der Friedrich Wilhelms-Hütte GmbH die beiden Unternehmen „Friedrich Wilhelms-Hütte Eisenguss GmbH“ und „Friedrich Wilhelms-Hütte Stahlguss GmbH“. 2020 wurde der Bereich „Eisenguss“ geschlossen, über 200 Mitarbeiter verloren ihren ursprünglichen Arbeitsplatz.
Am 15. Juni 2021 wurden die Vermögenswerte der Friedrich Wilhelms-Hütte Eisenguss GmbH von der FWH Stahlguss GmbH und die Vermögenswerte der Friedrich Wilhelms-Hütte GmbH von der CE Mülheim Verwaltungs-GmbH mit wirtschaftlichem Übergang zum 1. August 2021 erworben. Beide Unternehmen gehören zur „Casting Technologies Industrial Holding“ (CTI-Holding), einem Tochterunternehmen der CE Capital Partners GmbH.
Am 19. Dezember 2022 wurde verkündet, dass vorbehaltlich amtlicher Genehmigungen die FWH Stahlguss GmbH zu 80 % durch das Rüstungsunternehmen Krauss-Maffei Wegmann übernommen wird.
Heute gehören die verbleibenden Teile der Hütte zur Route der Industriekultur (Themenroute 11 – Frühe Industrialisierung sowie Themenroute 12 – Geschichte und Gegenwart der Ruhr).

### Bilder der Hütte

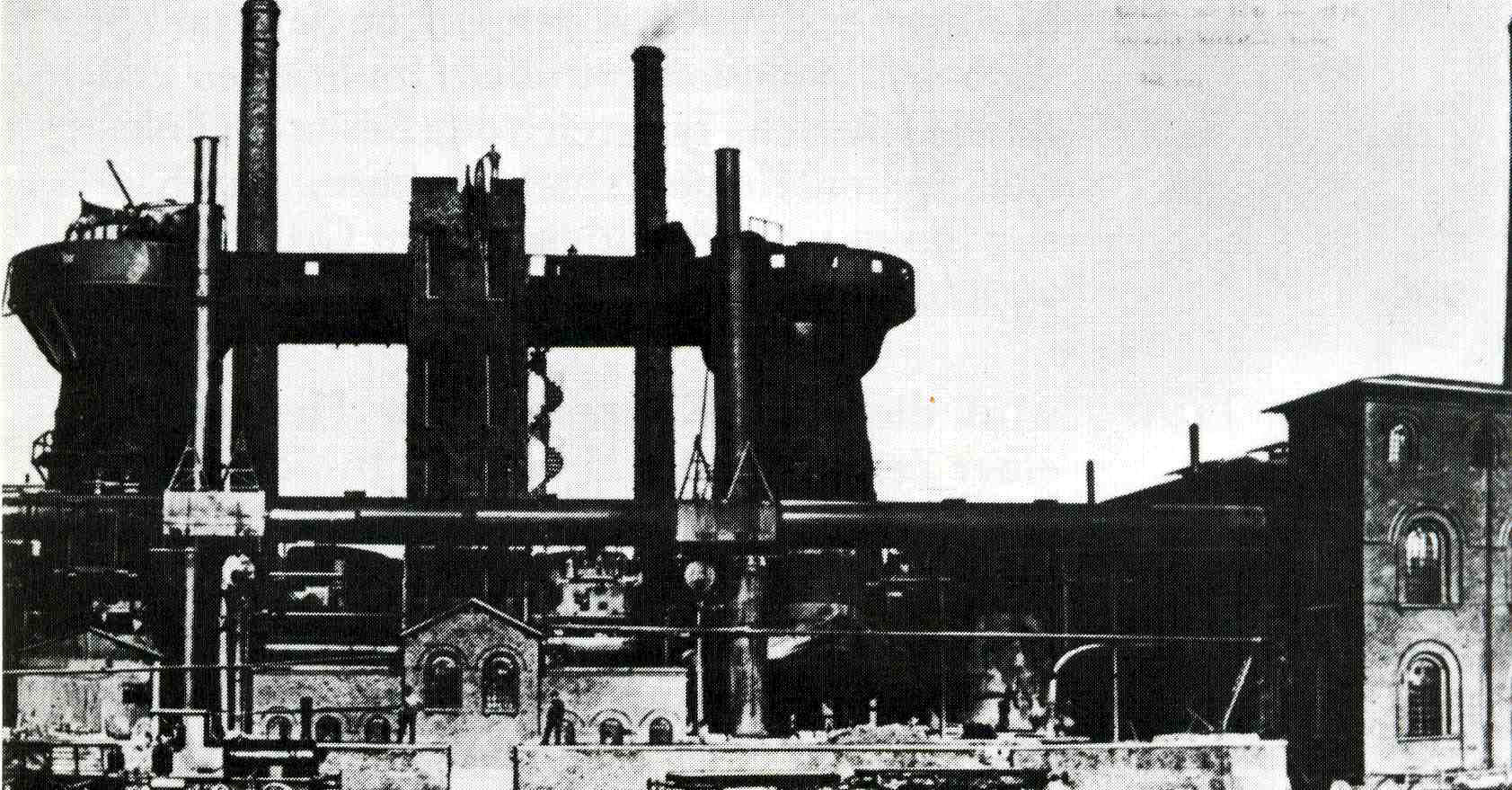
Ansicht der Friedrich Wilhelms-Hütte um 1870
Ansicht der FWH um 1907
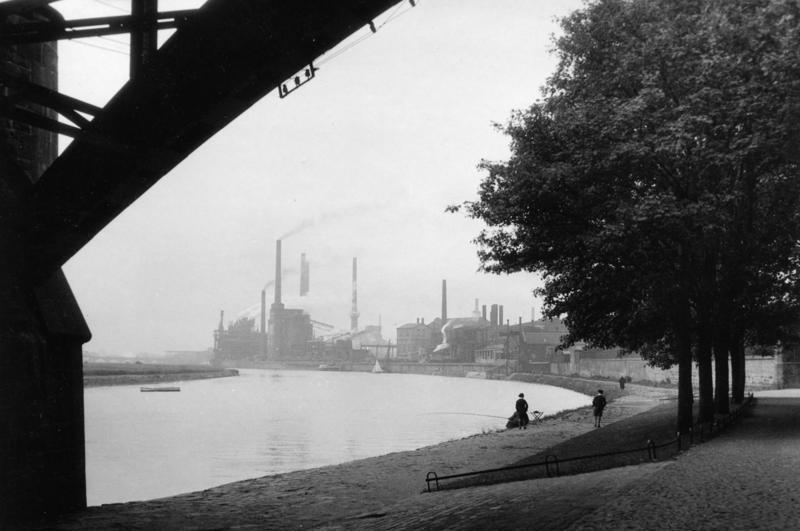
Die FWH um 1930
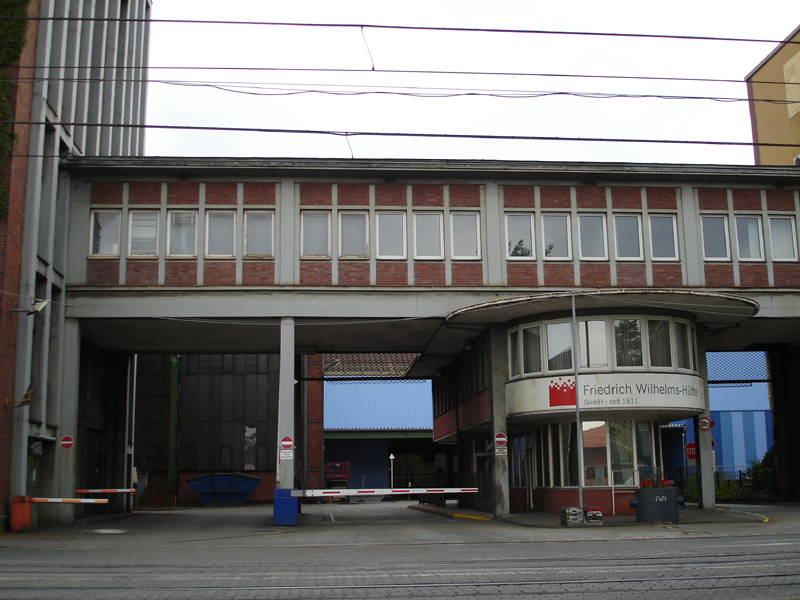
Haupttor der FWH 2007
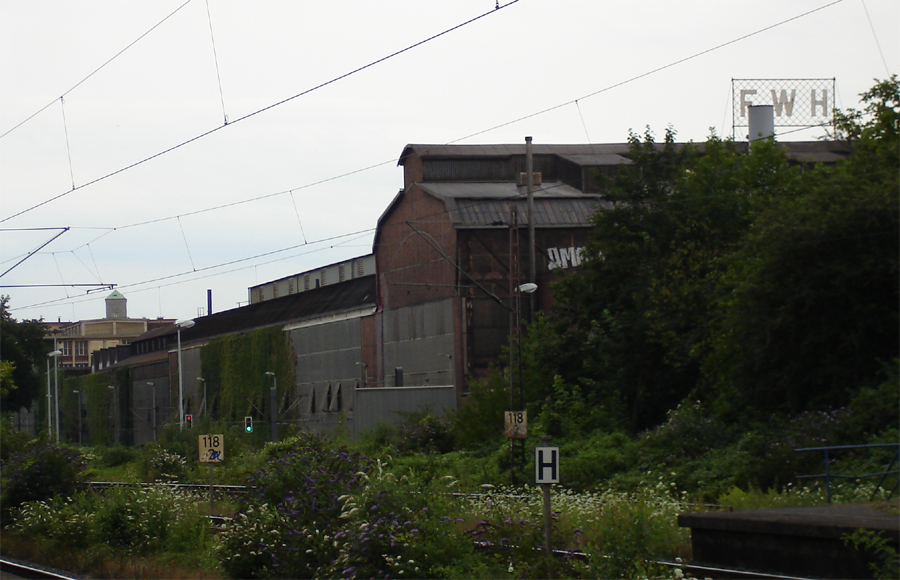
Vorderfront der FWH 2007
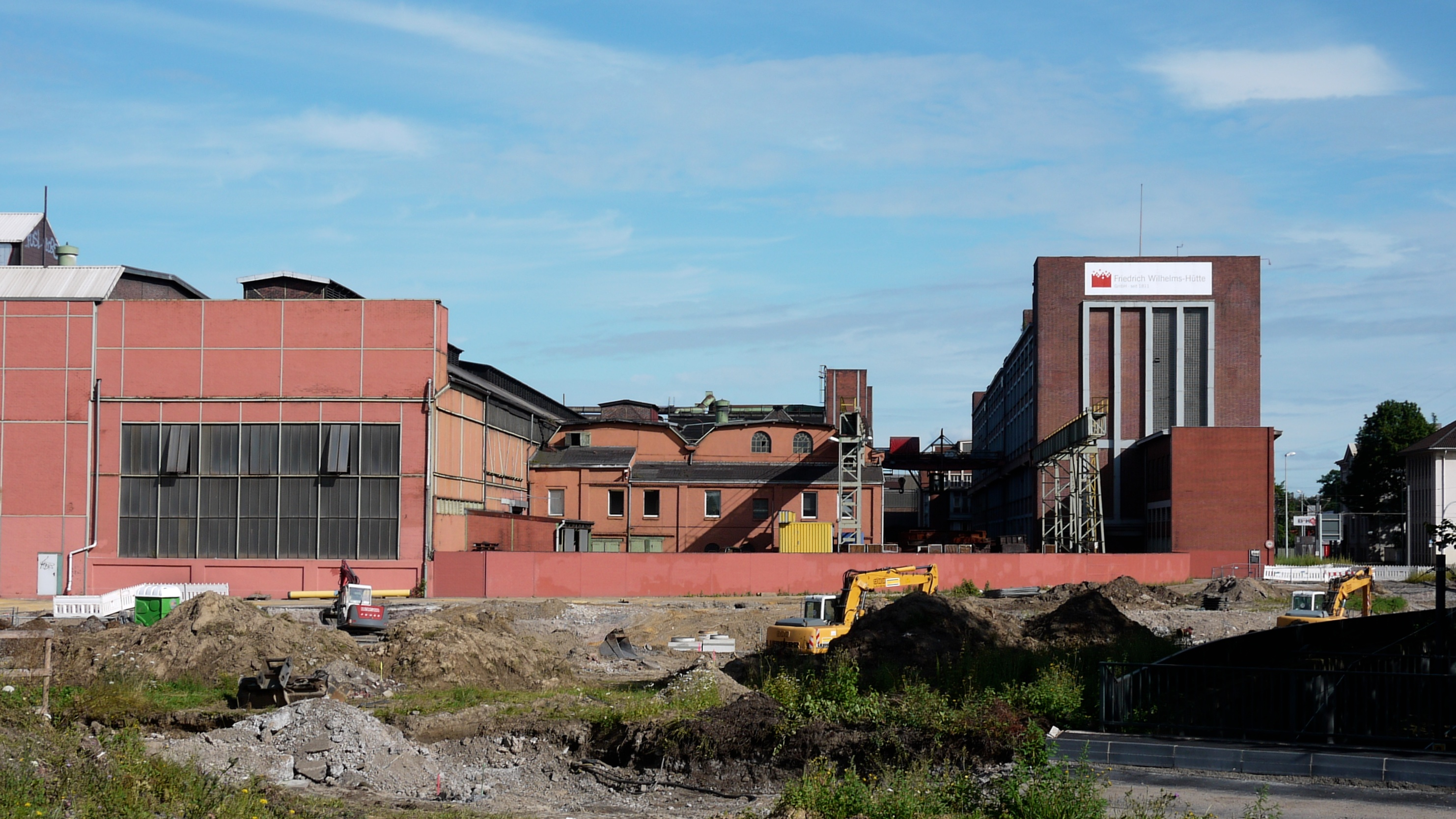
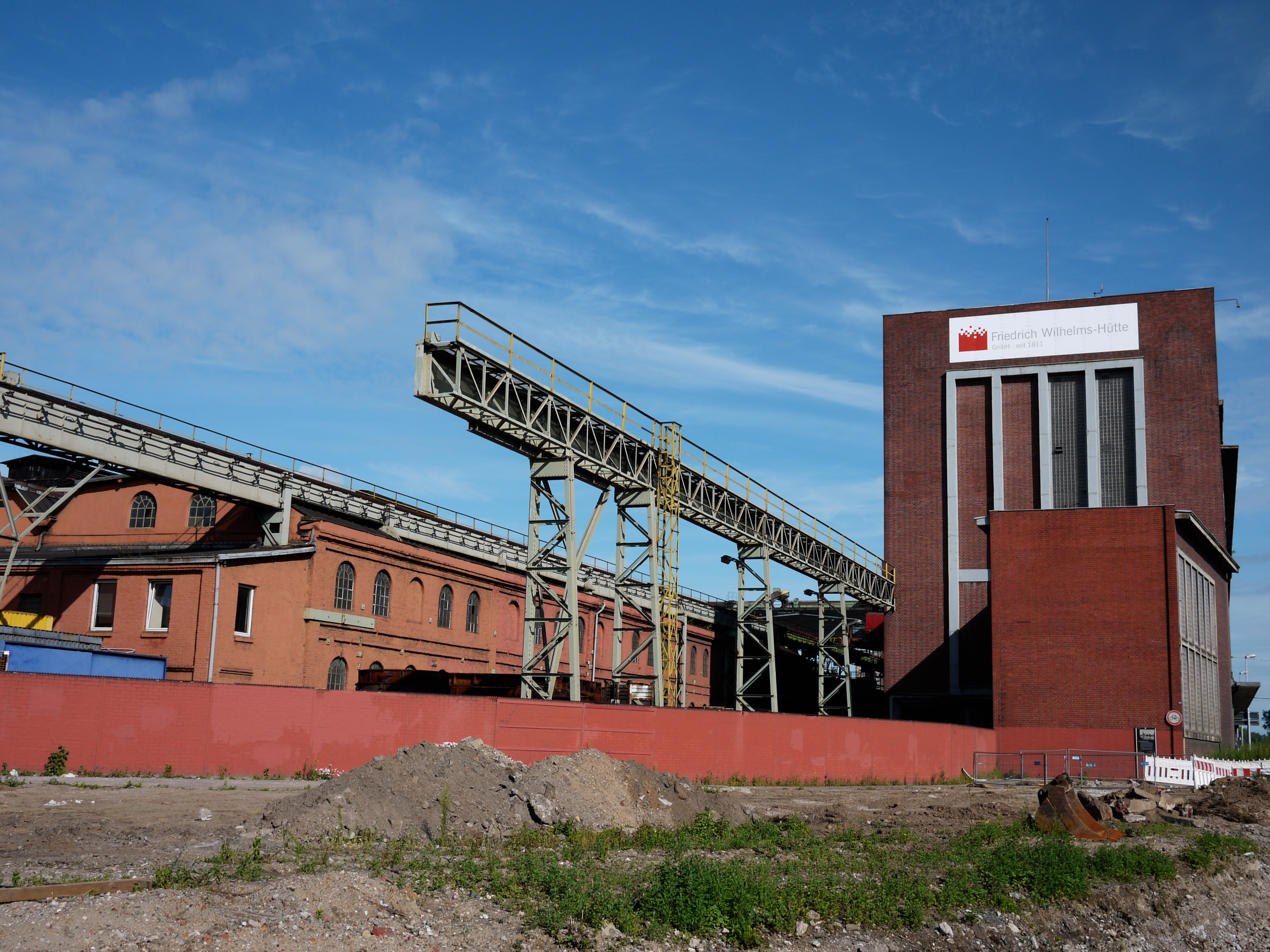

### Zeichnungen des Hochofens von 1875

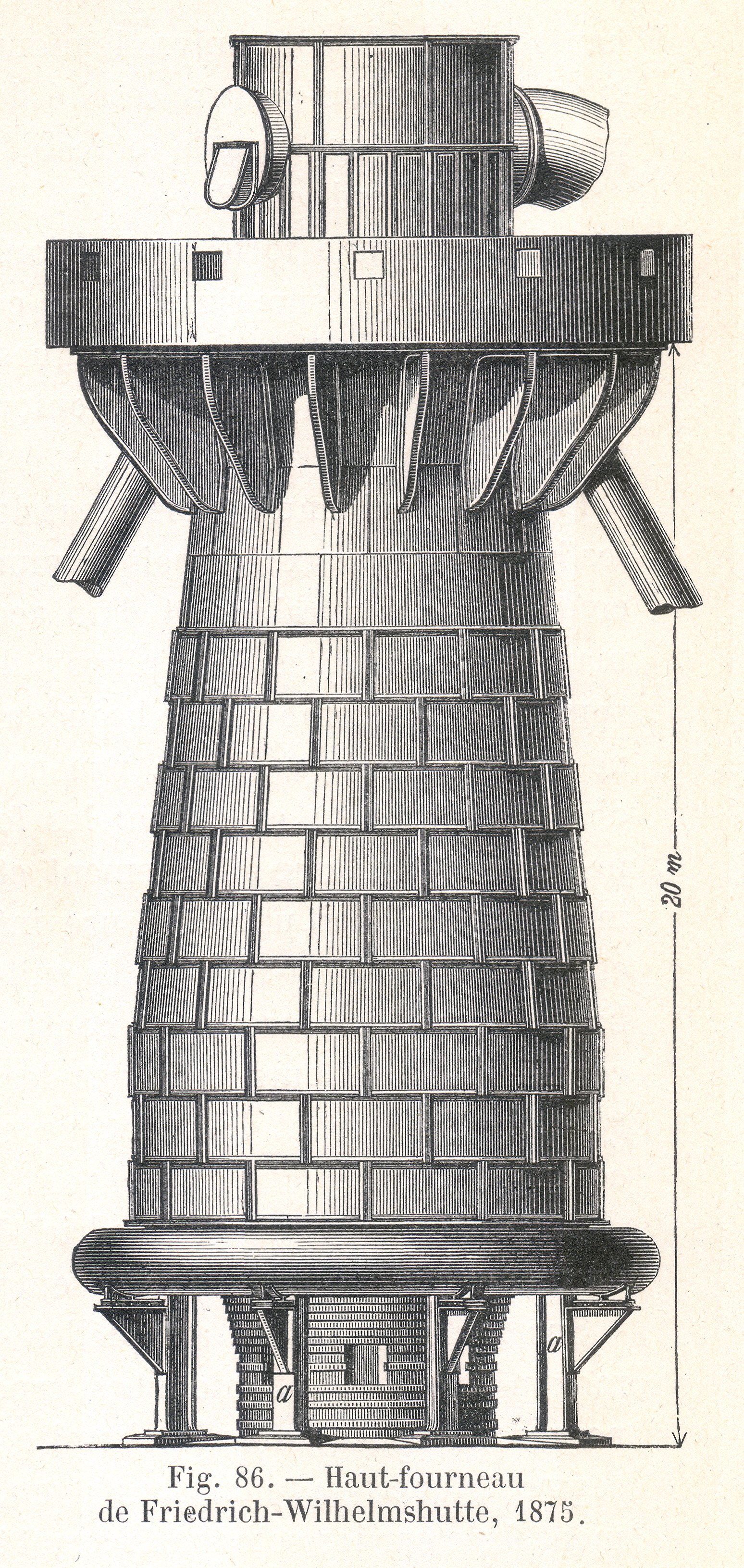
Zeichnung
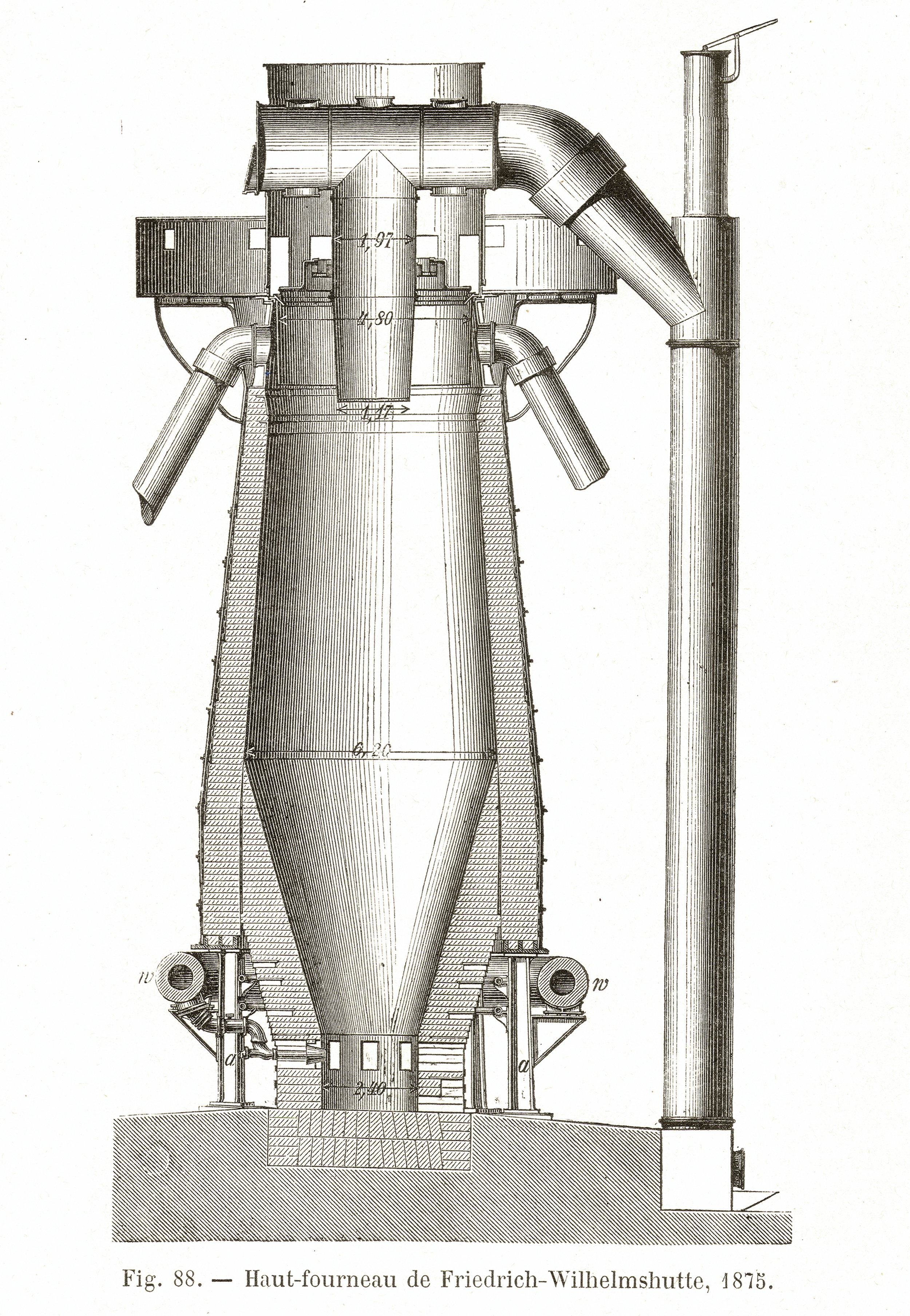
Schnitt
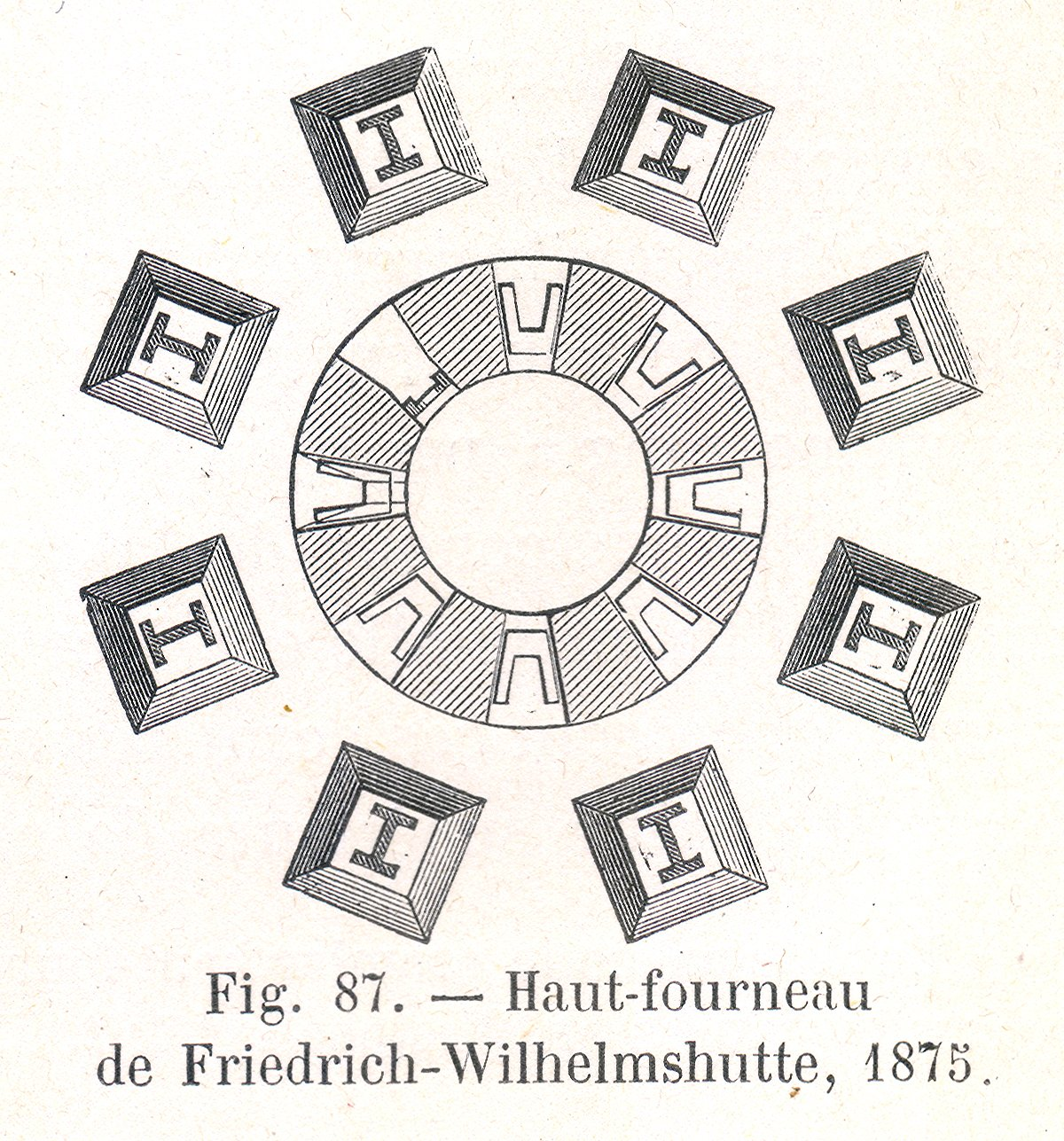
Querschnitt

## Belege
1. ↑  deutschlandfunkkultur.de: Härtester Panzerstahl aus der Friedrich Wilhelms-Hütte. 3. Januar 2024, abgerufen am 18. März 2025.
2. ↑  o. V.: "Entflechtung der Stahl-Industrie" in: "Hüttenzeitung" des Bochumer Vereins, JG 22/23, 1951
3. ↑  Internetseite der Georgsmarienhütte zur Geschichte des Standortes FWH online (Memento des Originals vom 4. März 2011 im Internet Archive)  Info: Der Archivlink wurde automatisch eingesetzt und noch nicht geprüft. Bitte prüfe Original- und Archivlink gemäß Anleitung und entferne dann diesen Hinweis. (englisch) (abgerufen am 26. Juli 2010)
4. ↑  CE Capital Partners übernimmt Friedrich Wilhelms-Hütte. In: stahleisen. 9. August 2021, abgerufen am 12. September 2021 (deutsch).
5. ↑  Mirco Stodollick: Rüstungsfirma übernimmt Mülheimer Traditionsunternehmen. In: waz.de. 19. Dezember 2022, abgerufen am 20. Dezember 2022 (deutsch).
6. ↑  Radio Mülheim: Münchener Konzern übernimmt Mülheimer Hütte. In: Radio Mülheim. Funke Medien, 19. Dezember 2022, archiviert vom Original am 20. Dezember 2022; abgerufen am 20. Dezember 2022.

Koordinaten: 51° 26′ 10,9″ N, 6° 52′ 21″ O